# Hydroporus klamathensis
Hydroporus klamathensis är en skalbaggsart som beskrevs av Helen K. Larson, Roughley in Larson, Alarie och Roughley 2000. Hydroporus klamathensis ingår i släktet Hydroporus och familjen dykare. Inga underarter finns listade i Catalogue of Life.